# Nikolai Iwanowitsch Rukawischnikow
Nikolai Iwanowitsch Rukawischnikow (russisch Николай Иванович Рукавишников; * 1848; † 1913) war ein russischer Unternehmer und Bildhauer.

## Leben
Rukawischnikow stammte aus einer alten reichen altgläubigen Kasaner Kaufmannsfamilie. Er besaß ein Handelsgeschäft für Gold und Silber in St. Petersburg in einem Haus in der Kasaner Straße, in dem er auch wohnte. Er war unternehmerisch tätig. Er baute eine Zement-Fabrik auf, deren Direktor er später wurde. Für das Alexander-Newski-Kloster baute er ein Refektorium.

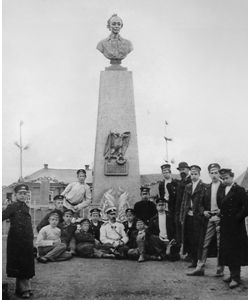
Suworow-Denkmal (1903, 1920 zerstört), Suworowo

Rukawischnikow sammelte alte Waffen, Elfenbein-Gegenstände und Buddha-Statuen. Er erwarb die Bibliothek Auguste de Montferrands. Seine Sammlung von Grafiken und Zeichnungen enthielt 6000 Blätter, darunter Aquarelle der Architekten Jean-François Thomas de Thomon und Giacomo Quarenghi. Ein großer Teil dieser Sammlung gelangte später in den Besitz des Bibliophilen Fjodor Schilow.
1903 schuf Rukawischnikow im Auftrag der Suworow-Kommission eine Büste des Generalissimus Alexander Suworow für das Suworow-Denkmal, das im Mai 1903 auf Suworows damaligem Landsitz Wotschina im Dorf Marowka (jetzt Suworowo) im Gouvernement Pensa eingeweiht wurde. Ein Gips-Exemplar dieser Büste schenkte Rukawischnikow 1904 dem Suworow-Museum in St. Petersburg. 1950 wurde in Cherson eine Bronze-Kopie der Suworow-Büste Rukawischnikows aufgestellt, die in der Versuchswerkstatt der Russischen Akademie der Künste gegossen worden war. Eine weitere Kopie befindet sich im Suworow-Museum in Kobryn. In der St. Petersburger Kaiserlichen Nikolaus-Militärakademie des Generalstabs befand sich auch eine Suworow-Büste Rukawischnikows in der dem Gedenken Suworows gewidmeten Kirche, die 1925 geschlossen wurde und dann verfiel.
Rukawischnikow starb 1913 und wurde auf dem St. Petersburger Nikolaus-Friedhof des Alexander-Newski-Klosters begraben.
Rukawischnikows Verwandter Iwan Rukawischnikow (1843–1901) war Bergbauingenieur, Goldbergbau-Unternehmer und Großvater des Schriftstellers Wladimir Nabokow.